# Chutes Gauthiot
Les Chutes Gauthiot sont une série de cascades situées sur le cours du Mayo Kebbi, à environ 40 kilomètres en amont de la ville de Léré, dans la région du Mayo-Kebbi Ouest au Tchad. Avec une dénivellation de 45 mètres, elles sont considérées comme les chutes d'eau les plus spectaculaires du pays.
Les chutes se distinguent par leur biodiversité aquatique, abritant une variété de poissons qui créent une micro-diversité spécifique à cette région. Les autorités locales ont mis en place des mécanismes pour faciliter l’accès des touristes, ce qui contribue au développement économique et touristique de la région.

## Histoire
Les Chutes Gauthiot ont été baptisées en 1903 par le capitaine Faure, un officier qui accompagnait l'administration de l'explorateur et administrateur Émile Gentil. Au cours d'une mission de reconnaissance du Mayo Kebi, le capitaine Faure découvre cette série de chutes et nomme la plus grande d'entre elles en hommage à Gauthiot, Secrétaire de la Société Géographie Commerciale.
Depuis leur découverte, les Chutes Gauthiot sont restées un lieu d'intérêt touristique et géographique au Tchad.